# Arcetamina
Arcetamina (DCB) ou arketamina (DCI, EMA; códigos de desenvolvimento: PCN-101, HR-071603), também conhecida como (R)-cetamina ou (R)-(−)-cetamina, é o enantiômero (R)-(−) da cetamina. Assim como a cetamina, sua forma racêmica, e a escetamina, o enantiômero S(+) da cetamina, a arcetamina é biologicamente ativa; mas é menos potente como antagonista do receptor NMDA e em seu potencial anestésico, por isso nunca foi aprovada ou comercializada para uso clínico em forma enantiopura. A arcetamina está em fase de testes clínicos por suas propriedades antidepressivas.

## Farmacologia
Comparada à escetamina, a arcetamina possui afinidade de, aproximamdamente, 4 a 5 vezes menor para o sítio de ligação PCP do receptor NMDA. A acetamina é menos potente que a cetamina (forma racêmica da droga) e, especialmente, é muito menos potente que a escetamina em termos de efeitos anestésicos, analgésicos e sedativo-hipnóticos.
A cetamina em forma racêmica tem fraca afinidade pelo receptor sigma (σ) onde atua como agonista, enquanto a escetamina se liga de forma insignificante a esse receptor, e assim a atividade do receptor sigma da cetamina racêmica está nligada ao enantiômero da arcetamina. A partir de seu perfil de atividade farmacológica, hipotetiza-se que a arcetamina pode desempenhar um papel nos efeitos alucinógenos da cetamina racêmica e que pode ser responsável pela redução do limiar convulsivo observado com cetamina racêmica. No entanto, estudos subsequentes indicam que a escetamina tem maior probabilidade de induzir eventos dissociativos, bem como estudos em pessoas submetidas à terapia eletroconvulsiva sugerem que a escetamina é um potente indutor de convulsões.
A escetamina inibe o transportador de dopamina com potência cerca de 8 vezes mais do que a arcetamina e, portanto, é cerca de 8 vezes mais potente como inibidor da recaptação de dopamina. Arcetamina e escetamina possuem potência semelhante na interação com os receptores muscarínicos de acetilcolina.

## Potencial como antidepressivo
Em estudos pré-clínicos, a arcetamina aparenta ser mais eficaz como antidepressivo de ação rápida do que a escetamina.
Em estudos com roedores, a escetamina produziu hiperlocomoção, défice na inibição pré-pulso (PP) e efeitos recompensadores, enquanto a arcetamina, por conta de sua menor potência como antagonista do receptor NMDA e na inibição da recaptação de dopamina, não aparenta demonstrar tais efeitos a nível clinicamente relevante. Com base nesses estudos, é sugerido que a arcetamina tem maior propensão para produzir efeitos psicotomiméticos e um menor potencial de abuso, além de uma eficácia antidepressiva superior.
Um estudo realizado em ratos descobriu que a atividade antidepressiva da cetamina não é causada pelo inibidor NMDAR da cetamina, mas sim pela ativação constante de um receptor de glutamato diferente, o receptor AMPA, pelo metabólito (2R,6R) -hidroxinorcetamina; Até 2017, não existiam evidências de qe esse efeito é reproduzido em humanos. A arcetamina é um agonista do receptor AMPA.
De modo oposto, a arcetamina mostra efeitos antidepressivos rápidos maiores e mais duradouros em testes de modelos animais para avaliar o potencial de ação da arcetamina na depressão comparada à escetamina. Tem sido sugerido que isso pode ser devido à possibilidade de diferentes atividades da arcetamina e escetamina e seus respectivos metabólitos no receptor nicotínico alfa-7 (α7), uma vez que a norcetamina e a hidroxinorcetamina são antagonistas potentes desse receptor e possui marcadores de potenciais efeitos antidepressivos rápidos (especificamente, aumentando o efeito de ação da rapamicima em mamíferos); o que estaria estreitamente relacionado com o seu perfil de afinidade de ligação. No entanto, outros mecanismos também foram propostos, e não há consenso sobre o tema.

## Pesquisa médica
Desde novembro de 2019, a arcetamina está em desenvolvimento como tratamento potencncial da depressão pela farmacêutica Perception Neuroscience nos Estados Unidos, sob o código de desenvolvimento PCN-101, e pela Jiangsu Hengrui Medicine na China, sob o código HR-071603.